# Agne Simonsson
Agne Simonsson (19 de outubro de 1935 — 22 de setembro de 2020) foi um futebolista sueco. Competiu na Copa do Mundo FIFA de 1958, sediada na Suécia, na qual a seleção de seu país foi a vice-campeã.
Autor do segundo gol sueco na final contra o Brasil, relatou à Trivela a impressão geral dos anfitriões após a partida:
| “ | Claro que, por um momento, ficamos chateados, principalmente por estarmos à frente de nossa torcida. No entanto, começamos a entender que chegar à final da Copa do Mundo já era um sonho para um país tão pequeno. Antes de a competição começar, apenas nosso treinador acreditava que chegaríamos àquela final. | ” |

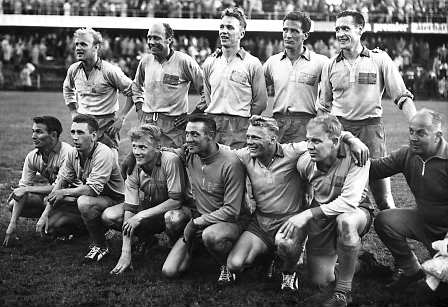
A Seleção Sueca vice-campeã de 1958. Simonsson é o terceiro jogador em pé

Morreu em 22 de setembro de 2020, aos 84 anos, de pneumonia.